# Női hármasugrás a 2013. évi nyári európai ifjúsági olimpiai fesztiválon
A 2013. évi nyári európai ifjúsági olimpiai fesztiválon az atlétikai versenyszámok közül a női hármasugrás versenyeit július 18.-án rendezték Utrechtben.

## Döntő
| H     | Név                                     | Nemzet        | 1           | 2           | 3           | 4           | 5           | 6           | E     | Mj |
| ----- | --------------------------------------- | ------------- | ----------- | ----------- | ----------- | ----------- | ----------- | ----------- | ----- | -- |
| Arany | Yanis Esmeralda David                   | Franciaország | 12.11 (1.7) | 12.44 (4.0) | 12.37 (1.0) | 12.73 (2.9) | 12.44 (1.6) | 12.92 (2.8) | 12.92 |    |
| Ezüst | Anastasia Calinina                      | Moldova       | 11.57 (1.8) | X           | 12.68 (1.8) | 12.80 (0.9) | 12.66 (1.5) | 12.65 (1.4) | 12.80 |    |
| Bronz | Tina Bozic                              | Szlovénia     | X           | 12.15 (1.2) | 12.48 (1.3) | 12.60 (3.1) | 12.40 (2.6) | X           | 12.60 |    |
| 4.    | Alisa Kuznetsova                        | Oroszország   | 12.12 (0.6) | X           | 12.07 (1.1) | 12.29 (1.6) | 12.60 (1.6) | X           | 12.60 |    |
| 5.    | Jéssica Patrícia Albino Morais Barreira | Portugália    | X           | X           | 12.31 (2.4) | 12.18 (2.2) | 12.18 (1.8) | X           | 12.31 |    |
| 6.    | Vladislava Oleinik                      | Észtország    | 11.87 (2.2) | 11.58 (0.1) | 12.09 (1.2) | X           | 11.85 (0.6) | 12.05 (2.2) | 12.09 |    |
| 7.    | Marija Stojadinovic                     | Szerbia       | 11.83 (0.8) | 11.97 (2.2) | 12.01 (0.6) | X           | X           | 11.84 (2.1) | 12.01 |    |
| 8.    | Ieva Turke                              | Lettország    | X           | 11.67 (3.4) | 11.33 (3.6) | 11.49 (1.6) | 11.58 (1.4) | 11.78 (1.8) | 11.78 |    |
| 9.    | Karin Strametz                          | Ausztria      | 11.18 (2.1) | 11.55 (0.5) | X           |             |             |             | 11.55 |    |
| 10.   | Nuria Garcia Arcos                      | Spanyolország | 11.46 (1.8) | 11.32 (0.6) | 11.39 (1.3) |             |             |             | 11.46 |    |
| 11.   | Thelma Lind Kristjansdottir             | Izland        | X           | X           | 11.44 (0.9) |             |             |             | 11.44 |    |
| 12.   | Tereza Knoblochova                      | Csehország    | 10.50 (1.2) | X           | 11.26 (0.1) |             |             |             | 11.26 |    |
| -     | Mariya Siney                            | Ukrajna       | X           | X           | X           |             |             |             | -     | NM |
| -     | Emilija Cesnaite                        | Litvánia      | X           | X           | X           |             |             |             | -     | NM |